# Västerås (comuna)
Västerås ou Vesteros (em sueco: Västerås;  pronúncia) é uma comuna da Suécia localizada no condado de Västmanland. Está situada a norte do Lago Mälaren. Sua capital é a cidade de Västerås. Possui 959 quilômetros quadrados e segundo censo de 2018, havia 152 078 habitantes.